# 大阪三大夏祭り
大阪三大夏祭り（おおさかさんだいなつまつり）は、大阪府大阪市で開催される代表的な3つの夏祭り。天神祭、住吉祭、愛染まつりの3つの祭または天神祭、住吉祭、生國魂祭の3つの祭をいう。

## 各祭の解説
大阪市北区の大阪天満宮の天神祭、大阪市住吉区の住吉大社の住吉祭、大阪市天王寺区の四天王寺支院愛染堂（荒陵山勝鬘院）の愛染まつりの3つの祭を大阪三大夏祭りということがある。浪花三大夏祭とも呼ばれる。愛染さん、天神さん、住吉さんと愛称で呼ばれることが多いことから、「大阪の夏祭りは愛染さんで始まって住吉さんで終る」といわれ、「あい（=愛）すみ（=住）ません」という言葉の語源となったという説や、「あい（=愛）すみ（=住）ません（=天）」と、大阪三大夏祭りの3つの覚え方として知られる。
天神祭と住吉祭のほか、天神祭の対に当たる祭とされる大阪市天王寺区にある生國魂神社の生國魂祭の3つの祭をいう場合もある。

### 天神祭
天神祭は日本三大祭りの一つに挙げられる祭。
例年7月24日の宵宮で始まり、25日には陸渡御と船渡御が行われ、特に船渡御では100隻もの大船団が大川を華麗に航行する。

### 住吉祭
住吉祭は例年7月30日の宵宮祭で始まり、31日には例大祭と夏越祓神事が行われ、8月1日には神輿渡御祭が行われる。夏越祓神事は茅の輪くぐりが有名で大阪府指定無形文化財。神輿渡御祭は住吉大社から堺市の宿院頓宮まで神輿渡御が行われる。

### 愛染祭
愛染祭は例年6月30日から7月2日にかけて行われ「浴衣まつり」とも呼ばれている。

### 生國魂祭
生國魂神社の生國魂祭（例年7月11日から12日）が挙げられることもあり、天神祭が「川の天神」と称され「船渡御」が行われるのに対し、生國魂祭は「陸の生國魂」と称され「陸渡御」が行われるなど天神祭と対になるお祭りだった。